# 115 (tal)
115 är det naturliga talet som följer 114 och som följs av 116.

## Inom matematiken
- 115 är ett udda tal.
- 115 är ett semiprimtal
- 115 är ett tridekagontal
- 115 är ett heptagonalt pyramidtal
- 115 är ett lyckotal

## Inom vetenskapen
- 115 Thyra, en asteroid
- Moskovium, atomnummer 115